# Саково (Брянская область)
Саково — деревня в Жуковском районе Брянской области, в составе Ходиловичского сельского поселения. 
 Расположена в 7 км к северо-востоку от деревни Петуховка, на левом берегу Ветьмы. Население — 40 человек (2010).
Имеется отделение почтовой связи.

## История
Упоминается с XIX века как сельцо, владение Александровой, позднее С. И. Мальцова. 
 Состояла в приходе села Фошни.
С 1861 по 1925 входила в состав Фошнянской волости Брянского (с 1921 — Бежицкого) уезда; с 1925 года в Жуковской волости, с 1929 в Жуковском районе. До 1968 года являлась центром Саковского сельсовета.
| Годы      | 1866 | 1926 | 1979 | 1989 | 2002 | 2010 |
| --------- | ---- | ---- | ---- | ---- | ---- | ---- |
| Население | 134  | 364  | 99   | 58   | 41   | 40   |